# 进步劳工党
进步劳工党（英語：Progressive Labor Party）是美国的一个共产主义政党。该党成立于1962年1月，分裂自美国共产党。该党成立时取名为进步劳工运动，后改现名。该党出版双周报《挑战》。